# Coulombiers (Vienne)
Coulombiers è un comune francese di 1 099 abitanti situato nel dipartimento della Vienne nella regione della Nuova Aquitania.

## Società

### Evoluzione demografica
Abitanti censiti